# Luceafărul

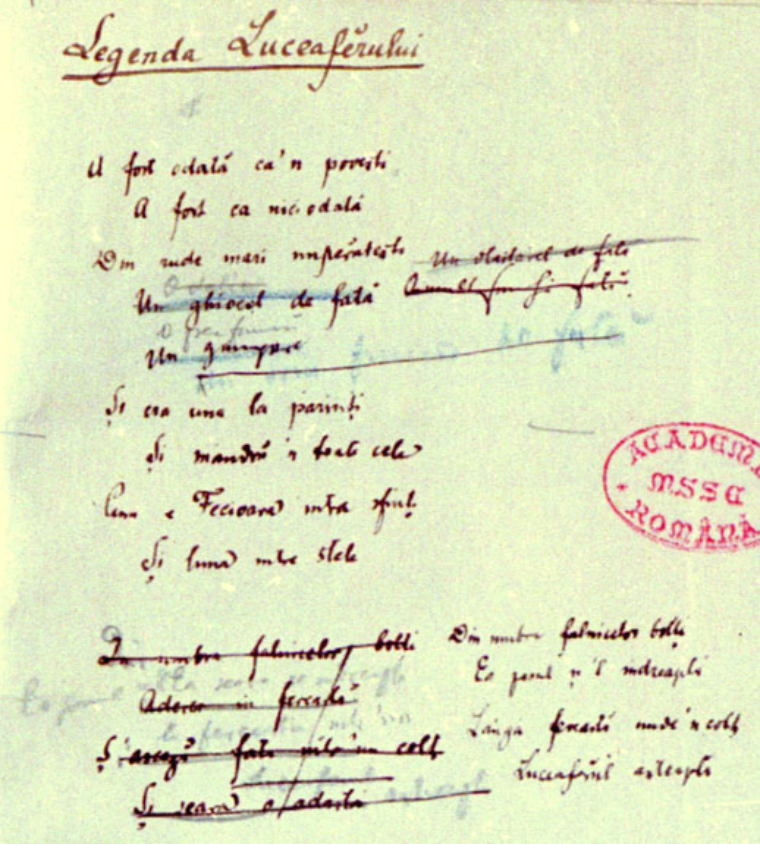
Manuskript von 1882

Luceafărul (Der Abendstern) ist eines der berühmtesten Werke des rumänischen Dichters Mihai Eminescu. Zum ersten Mal wurde das Poem 1883 in Almanahul societății studențești România jună in Wien, danach auch in Convorbiri literare veröffentlicht.
Im dichterischen Werk wird die Liebe zwischen dem unsterblichen Stern und einer Prinzessin geschildert. Eminescu schrieb acht Jahre lang an Luceafărul.
Das Gedicht basiert auf der deutschen Publikation eines rumänischen Volksmärchens von Richard Kunisch, Bukarest und Stambul. Skizzen aus Ungarn, Rumänien und der Türkei, Berlin (1861). Eminescu war auf diese Erzählung in Berlin gestoßen, wo er bereits 1873/74 mit der Bearbeitung des Stoffs unter dem Titel Fata-n grădina de aur begann. 1882, nachdem Eminescu „Luceafãrul“ im Junimea-Kreis vorgelesen hatte, übersetzte ihn Mite Kremnitz ins Deutsche.
Luceafărul wird mit seinen 98 Strophen von der World Record Academy als das längste Liebesgedicht angesehen.